# Turriplaca
Genre
Espèces de rang inférieur
- Turriplaca denticulata
- Turriplaca multicosta
- Turriplaca ovalis
- Turriplaca paucipora
- Turriplaca tasmanica
- Turriplaca triangulata
- Turriplaca tridentata

Turriplaca est un genre de Rotosphaerida.
Faute de données moléculaires, le genre est défini sur des considérations morphologiques et sa position phylogénétique est discutée (entre Cercozoaires et Holomycètes,).
Ces amibes hétérotrophes se caractérisent par des cellules uninucléées, non flagellées, avec de très fins filopodes, dépourvues de granules visibles en microscopie optique. Les écailles en forme de plaque tangentielle à deux couches présentent de nombreuses perforations disposées de manière hexagonale sur la couche interne. Le genre Turriplaca se caractérise par des plaques tangentielles avec, en couche externe, des trous disposés de manière irrégulière ; la couche externe des écailles à épine radiale à dents terminales creuses, cylindriques et fortement colonnaires n'est que peu ou pas perforée par des trous latéraux.

## Liste des espèces
- Turriplaca denticulata (Thomsen, 1978) Cavalier-Smith, 2012
- Turriplaca multicosta (Thomsen, 1978) Cavalier-Smith, 2012
- Turriplaca ovalis (Croome, 1987) Cavalier-Smith, 2012
- Turriplaca paucipora (Thomsen, 1978) Cavalier-Smith, 2012
- Turriplaca tasmanica (Croome, 1987) Cavalier-Smith, 2012
- Turriplaca triangulata (Thomsen, 1978) Cavalier-Smith, 2012
- Turriplaca tridentata (Thomsen, 1978) Cavalier-Smith, 2012